# Papa-capim-capuchinho
O papa-capim, papa-capim-capuchinho, coleiro-baiano ou papa-capim-baiano (Sporophila nigricollis) é uma ave da família Emberizidae.
É encontrado na Argentina, Bolívia, Brasil, Colômbia, Costa Rica, Equador, Granada, Guiana, Panamá, Paraguai, Peru, Suriname, Trindade e Tobago e Venezuela. Já ocorreu como errante na ilha de Saint Vincent.
Os seus habitats são arbustos em clima tropical de alta altitude, pastagens e florestas antigas altamente degradadas.
Seus hábitos reprodutivos e características biológicas e de alimentação são parecidos aos dos coleirinhos. As fêmeas e os filhotes são idênticos, havendo entre os machos adultos clara distinção entre as duas espécies, já que o papa-capim-capuchinho não possui a gravata sub-mandibular. Assim como acontece com o coleirinho, o papa-capim-capuchinho possui uma ampla variedade de dialetos, variando conforme a região observada. Seus tipos de cantos mais populares são o grego ou mateiro, tui-tui, vi-vi-ti e siu-siu.
O período de reprodução normalmente compreende a primavera e o verão, quando as fêmeas fazem os ninhos em pequenos arbustos, onde podem ser vistos 2 ou 3 ovos. O período de incubação geralmente compreende 13 dias. Neste período, o casal pode ser altamente territorialista. Fora do período reprodutivo, podem ser vistos em pequenos bandos.